# Cathepsin W
Cathepsin W es una proteína que en los seres humanos está codificada por el gen CTSW.
La proteína codificada por este gen, un miembro de la familia peptidasa C1, es una proteasa de cisteína que puede tener una función específica en el mecanismo o regulación de la actividad de células citolíticas. La proteína codificada es encontrada asociada con la membrana interior del retículo endoplasmático.